# Liste des maires de Cavaillon
Cet article dresse une liste par ordre de mandat des maires de Cavaillon.

## Liste des maires
| Période                                  | Période        | Identité                 | Étiquette        | Qualité                                                                                     |
| ---------------------------------------- | -------------- | ------------------------ | ---------------- | ------------------------------------------------------------------------------------------- |
| Les données manquantes sont à compléter. |                |                          |                  |                                                                                             |
| 1790                                     |                | Guillaume Tiran          |                  |                                                                                             |
|                                          |                | Jean-Joseph Reyre        |                  |                                                                                             |
|                                          |                | Claude Chabran           |                  |                                                                                             |
|                                          |                | Marc Chavagnac           |                  |                                                                                             |
|                                          |                | Jean-Joseph Dupuy        |                  |                                                                                             |
|                                          |                | Jean Montsarrat          |                  |                                                                                             |
|                                          |                | Jacques Peytier          |                  |                                                                                             |
|                                          |                | Antoine Camusot          |                  |                                                                                             |
|                                          |                | César Roche              |                  |                                                                                             |
|                                          |                | André Faure              |                  |                                                                                             |
|                                          |                | Jean-Baptiste Bournissac |                  |                                                                                             |
|                                          |                | Thomas Chabran           |                  |                                                                                             |
|                                          |                | Jean-Baptiste Bournissac |                  |                                                                                             |
|                                          |                | Joseph Chabran           |                  |                                                                                             |
|                                          |                | François Silvestre       |                  |                                                                                             |
|                                          |                | Esprit Athenosy          |                  |                                                                                             |
|                                          |                | Antoine Derrive          |                  |                                                                                             |
|                                          |                | Fidèle Cavalier          |                  |                                                                                             |
|                                          |                | Alphonse de Crousnilhon  |                  |                                                                                             |
|                                          |                | Valère Martin            |                  |                                                                                             |
|                                          |                | Antoine Derrive          |                  |                                                                                             |
|                                          |                | Aimé Boussot             |                  |                                                                                             |
|                                          |                | François Guende          |                  |                                                                                             |
|                                          |                | Henri Blaze              |                  |                                                                                             |
|                                          |                | François Tourel          |                  |                                                                                             |
|                                          |                | Félix de Crousnilhon     |                  |                                                                                             |
|                                          |                | Aimé Boussot             |                  |                                                                                             |
|                                          |                | Albert de Bonadona       |                  |                                                                                             |
|                                          |                | Paul Brusque             |                  |                                                                                             |
|                                          |                | Dominique Chabas         |                  |                                                                                             |
|                                          |                | Aimé Boussot             |                  |                                                                                             |
| mai 1892                                 | mai 1904       | Amédée Pellegrin         |                  |                                                                                             |
| mai 1904                                 | août 1904      | Edmond Capeau            |                  | Médecin                                                                                     |
| octobre 1904                             | septembre 1905 | Véran Rousset            |                  |                                                                                             |
| septembre 1905                           | mai 1935       | Joseph Guis              |                  | Notable radical Président du conseil général                                                |
| mai 1935                                 | avril 1937     | Hilarion Brun            |                  | Médecin                                                                                     |
| avril 1937                               | avril 1943     | Étienne Accarie          |                  |                                                                                             |
| avril 1943                               | août 1944      | Joseph Paul Dame         |                  | Entrepreneur de maçonnerie                                                                  |
| août 1944                                | novembre 1945  | Émile Viens              |                  |                                                                                             |
| novembre 1945                            | mars 1977      | Fleury Mitifiot          | SFIO/PS          | Imprimeur                                                                                   |
| mars 1977                                | mars 1989      | Fernand Lombard          | PS               | Directeur de société                                                                        |
| mars 1989                                | mars 1992      | Maurice Bouchet          | RPR              | Directeur d'un entreprise de transports                                                     |
| mars 1992                                | mars 2008      | Maurice Giro             | RPR/UMP          | Député de 2002 à 2007                                                                       |
| mars 2008                                | juillet 2017   | Jean-Claude Bouchet      | UMP              | Député depuis 2008                                                                          |
| juillet 2017                             | en cours       | Gérard Daudet            | Les Républicains | Maire et président de la communauté d'agglomération Luberon Monts de Vaucluse (depuis 2014) |